# 汤平
汤平（1903年8月4日—1968年1月28日），原名王绍高，字季钦，中国人民解放军中将，1955年获二级八一勋章、一级独立自由勋章、一级解放勋章。文化大革命中遭受批斗和刑讯逼供，经中共中央军委批准，1979年被平反，被定为革命烈士。